# 12197 Jan-Otto
12197 Jan-Otto este un asteroid din centura principală de asteroizi.

## Descriere
12197 Jan-Otto este un asteroid din centura principală de asteroizi. A fost descoperit pe 16 martie 1980 la Observatorul La Silla de Claes-Ingvar Lagerkvist. Asteroidul prezintă o orbită caracterizată de o semiaxă mare de 2,56 ua, o excentricitate de 0,19 și o înclinație de 5,3° în raport cu ecliptica.